# Ernst Dernburg
Ernst Dernburg, född 4 april 1887 i Halle an der Saale, död 4 juli 1960 i Berlin, var en tysk skådespelare. 

## Filmografi (urval)
- 1943 - Storstadsmelodi
- 1942 - Rembrandt - målaren och hans modeller
- 1942 - Den store segraren
- 1941 - Musikens vagabond
- 1940 - Stjärnan från Rio
- 1939 - Luftens rivaler
- 1931 - Der Hauptmann von Köpenick
- 1930 – Väter und Söhne